# Stanko Poklepović
Stanko Poklepović "Špaco" (Split, 19. travnja 1938. – Split, 24. prosinca 2018.), bio je hrvatski nogometni trener i izbornik.
Preminuo je u splitskoj bolnici na Križinama, 24. prosinca 2018. godine nakon bolesti. Pokopan je 28. prosinca 2018. godine u rodnoj Milni na Braču.

## Igračka karijera
Bivši je igrač RNK Split. U Splitu je postao kapetan momčadi. Igrao je i za Talas iz Milne i Jadran iz Kaštel Sućurca.

## Trenerska karijera
Trenersku je karijeru počeo u matičnom Splitu. Sa Solinom je 1974. pobijedio u prvenstvu Dalmatinske lige te nakon kvalifikacija plasirao se u Hrvatsku nogometnu ligu. Solin se u toj ligi uspješno natjecao do ulaska u Drugu saveznu ligu.
Značajniju ulogu i ime u trenerskom svijetu je stekao u nogometnoj sezoni 1. jugoslavenske lige 1984/85., kada je preuzeo Hajduk kojemu su prije te sezone otišli bitni igrači, a pristigli su brojni mladi iz Hajdukovog juniorskog pogona, koji dotad nikad nisu osjetili pritisak igranja u prvoj ligi.: Asanović, Andrijašević, Španjić...
Na veliko iznenađenje ljubitelja nogometa, Hajduk je te sezone pod Poklepovićevim vodstvom bio u utrci za prvaka. Osvojio je više bodova nego prethodne godine, više nego i lanjski prvak. Naslov prvaka izmakao je zbog nešportskih igara drugih klubova. Hajduk je te godine skoro ostvario, tada nezamislivih, skoro 2 pogotka po utakmici!
Poslije je imao uspjeha u radu s iranskim nogometnim klubovima (Persepolis, Sepahan, Damash), a bio je i stručni komentator emisije o nogometu Bili kutak. Vodio je i Solin, podgoričku Budućnost, banjalučki Borac, Apoel iz Nikozije, Dubrovnik, Istrz, Osijek, Publikum iz Celja, budimpeštanski Ferencvaros, zatim je bio pomoćnik Tomislavu Iviću u Al Ittihadu (UAE) i dr.
Nakon odlaska Edoarda Reje s klupe splitskog Hajduka prije početka proljetnog dijela sezone 2009./10., Poklepović je preuzeo klupu splitskih "bilih", te ispunjava postavljeni cilj do kraja sezone – osvaja naslov pobjednika kupa.
Od 28. listopada 2010. više nije trener HNK Hajduk Split. Nakon odlaska Tudora s klupe Hajduka u zimu 2015., Poklepović ponovno preuzima trenersku klupu (od 19. veljače).

### Jugoslavija B
Bio i trener jugoslavenske B reprezentacije.

### Hrvatska reprezentacija
Bio je izbornik hrvatske reprezentacije 1992. godine.

## Priznanja

### Trener
HNK Hajduk Split
- Prva HNL (1): 1992.
- Hrvatski nogometni kup (1): 2010.
- Hrvatski nogometni superkup (1): 1992.

NK Osijek
- Hrvatski nogometni kup (1): 1999.[3]

Persepolis Teheran
- Azadegan League (2): 1995./96., 1996./97.